# Omega SA
Omega SA thường được gọi là Omega là một hãng sản xuất đồng hồ xa xỉ Thụy Sỹ có trụ sở đặt tại Biel/Bienne, Thụy Sỹ. Năm 1917 Quân đoàn Bay Hoàng Gia của Vương Quốc Anh đã lựa chọn đồng hồ Omega như một thiết bị bấm giờ chính xác để trang bị cho các đơn vị chiến đấu và quân đội Mỹ cũng làm tương tự điều này vào năm 1918. Đồng hồ Omega là sự lựa chọn của NASA và là chiếc đồng hồ đầu tiên đặt chân lên mặt trăng vào năm 1969.
Omega cũng là thiết bị bấm giờ chính thức được lựa chọn cho thế vận hội (Olympic Games) năm 1932. James Bond cũng đã đeo chiếc đồng hồ của thương hiệu Omega từ năm 1995 trong loạt phim "Điệp Viên 007", không những vậy hoàng loạt những nhân vật nổi tiểng trong lịch sử và hiện tại đã đeo đồng hồ Omega bao gồm Tổng thống John F. Kennedy, Vương tử William, George Clooney và Buzz Aldrin. Hãng đồng hồ Omega thuộc sở hữu của tập đoàn Swatch Thụy Sỹ.

## Lịch sử

### Sáng lập
Tiền thân của hãng đồng hồ Omega là công ty La Generale Watch Co, được thành lập tại La Chaux-de-Fonds, Thụy Sỹ vào năm 1848 bởi Louis Brandt chuyên hoạt động trong lĩnh vực láp ráp hoàn thiện những chiếc đồng hồ bỏ túi từ các bộ phận, linh kiện đồng hồ được cung cấp từ các thợ chế tác thủ công địa phương và bán đồng hồ trên thị trường từ Ý đến Scandinavia, Anh.
Năm 1948, hai người con trai của Louis Brandt là Louis-Paul và Cesar đã phát triển một cuộc cách mạng trong kỹ thuật sản xuất các thiết bị, linh kiện đồng hồ để cho phép các thành phần có thể hoán đổi được cho nhau. Những chiếc đồng hồ được phát triển với các kỹ thuật trên đã được đưa ra thị trường dưới thương hiệu Omega của La Generale Watch Co. Đến năm 1903, sự thành công của thương hiệu Omega đã dẫn đến việc La Generale Watch Co xem Omega là thương hiệu chính thức của mình và Omega Watch Co đã được thành lập chính thức vào năm 1903.

### Hợp nhất
Cả Louis Paul và Cesar Brandt đều qua đời vào năm 1903, đã để lại một trong những hãng sản xuất đồng hồ lớn nhất Thụy Sỹ lúc bấy giờ với sản lượng 240.000 chiếc đồng hồ được sản xuất mỗi năm và 800 nhân công vào trong tay bốn người trẻ tuổi, hậu duệ của Louis Brandt và người lớn tuổi nhất cũng chỉ mới 24 tuổi là Paul-Emile Brandt.
Thế hệ trẻ tuổi tiếp theo của dòng họ Brandt chính là những kiến trúc sự đại tài đã xây dựng nên để chế Omega vĩ đại với tầm ảnh hưởng tạo ra trong suốt nửa thế kỷ sau đó. Những khó khăn thời cuộc trong ngành sản xuất đồng hồ từ Đệ Nhất Thế Chiến đã được lèo lái bởi Paul-Emile Brandt từ năm 1925 hướng tới sự hợp tác giữa Omega và Tissot, sau đó là cuộc sáp nhập giữa Omega và Tissot vào năm 1930 hình thành nên tổ hợp SSIH, Geneva.
Dưới sự lãnh đạo Brandt và Joseph Reiser từ năm 1955, tập đoàn SIHH đã phát triển và mở rộng, sáp nhập hoặc mở rộng thêm nhiều công ty sản xuất khác, nâng tổng số lên 50 công ty con, bao gồm cả Lanco và Lemania, là các hãng sản xuất bộ máy chronograph nổi tiếng nhất của Omega. Đến năm 1970, SSIH đã vươn lên đứng thứ nhất trong số các hãng sản xuất đồng hồ Thụy Sỹ và đứng thứ ba trên thế giới. Đến thời điểm này, cả Omega và Rolex đều là những hãng đồng hồ thuộc phân khúc sang trọng, mặc dù đồng hồ Rolex được bán với giá cao hơn.
Khoảng thời gian này có thể xem là cuộc đua giữa Omega và Rolex trong cuộc chiến giành ngôi vị "Vua Của Thương Hiệu Đồng Hồ Thụy Sỹ". Đồng hồ Omega có xu hướng được hiện đại và sản xuất tập trung về quy mô, trong khi đó đồng hồ Rolex lại hướng đến sự phức tạp cũng như nổi tiếng về bộ máy cơ khí và thương hiệu của mình.
Trong khi Omega và Rolex đã thống trị thế giới đồng hồ trong thời đại trước khi có đồng hồ Thạch Anh thì điều này đã thay đổi trong những năm 1970, đó là khi các hãng sản xuất đồng hồ Nhật Bản như Seiko và Citizen đã vươn lên thống trị đồng hồ phân khúc giá rẻ khi là những nhà sản xuất tiên phong của đồng hồ Thạch Anh. Để đáp lại điều này, Rolex tiếp tục tập trung vào những bộ máy cơ khí Chronometer đắt tiền mà vốn đã là lãnh địa của Rolex (mặc dù Rolex cũng đã từng thử nghiệm với các bộ máy thạch anh), trong khi đó Omega vẫn có gắng cạnh tranh với đồng hồ Nhật Bản ở thị trường đồng hồ Thạch Anh với những bộ máy Thạch Anh do Thụy Sỹ (Swiss Made) sản xuất.

### Giai đoạn khủng hoảng
Suy yếu do khủng hoảng tiền tệ nghiệm trọng và suy thoái kinh tế thế giới năm 1975-1980, tập đoàn SSIH cũng rơi vào tình trạng khó khăn khi trở thành con nợ của ngân hàng vào năm 1981. Trong gian đoạn khó khăn này, Seiko cũng bày tỏ quan tâm trong việc mua hãng đồng hồ Omega, nhưng không có cuộc đàm phán nào xảy ra giữa các hãng đồng hồ này.
Một hãng sản xuất đồng hồ khổng lồ khác của Thụy Sỹ là Allgemeine Schweizerische Uhrenindustrie AG (ASUAG - hãng sản xuất và cung cấp một số lượng lớn các bộ máy và đồng hồ Thụy Sỹ) cũng rơi vào giai đoạn khó khăn. ASUGA là nhà sản xuất chính của Ebauche, đồng thời cũng là chủ sở hữu, thông qua các công ty General Watch Co (GWC), bao gồm các thương hiệu danh tiếng như Longines, Rado, Certina, Hamilton và Mido.
Sau đợt tái cơ cấu tài chính mạnh mẽ nhằm đối phó với khủng hoảng, cả ASUAG và SSIH đã sáp nhập với hãng sản xuất bộ máy phức tạp là ETA. Hai công ty này đã sáp nhập lại tạo thành tập đoàn khổng lồ lớn nhất Thụy Sỹ ASUAG-SSIH vào năm 1983.
Hai năm sau đó, tập đoàn đồng hồ khổng lồ này đã được dẫn dắt bởi một nhóm các nhà đầu tư tư nhân đứng đầu bởi Nicolas Hayek. Sau đó đổi tên thành SMH(Société de Microélectronique et d'Horlogerie) tập đoàn mới hình thành này trong thập kỷ tiếp theo đã trở thành một trong những nhà sản xuất đồng hồ lớn nhất thế giới. Năm 1998, được đổi tên thành tập đoàn Swatch (Swatch Group) với những thương hiệu sản xuất đồng hồ danh tiếng như Omega, Blancpain, Swatch và Breguet.
Thương hiệu Omega với những kinh nghiệm trong các chiến dịch quảng cáo tập trung vào các sản phẩm chiến lược, chẳng hạn như trong các bộ phim James Bond, với các nhân vật đã từng đeo đồng hồ Rolex Submrainer nhưng đã chuyển sang đeo Omega Seamaster Diver 300M trong phim GoldenEye (1995) và tiếp tục với các sản phẩm Omega Planet Ocean và Aqua Terra. Đồng thời Omega cũng đã phát triển theo mô hình chiến lược của Rolex (phí bảo hiểm, kiểm soát chặt chẽ giá cả của các đại lý, tăng  quảng cáo...) đã tạo nên thành công cho thương hiệu đồng hồ Omega trong việc gia tăng thị trường và trở thành một đối thủ cạnh tranh trực tiếp với Rolex.

## Sản xuất đồng hồ

### Những phát minh và bằng sáng chế đáng chú ý

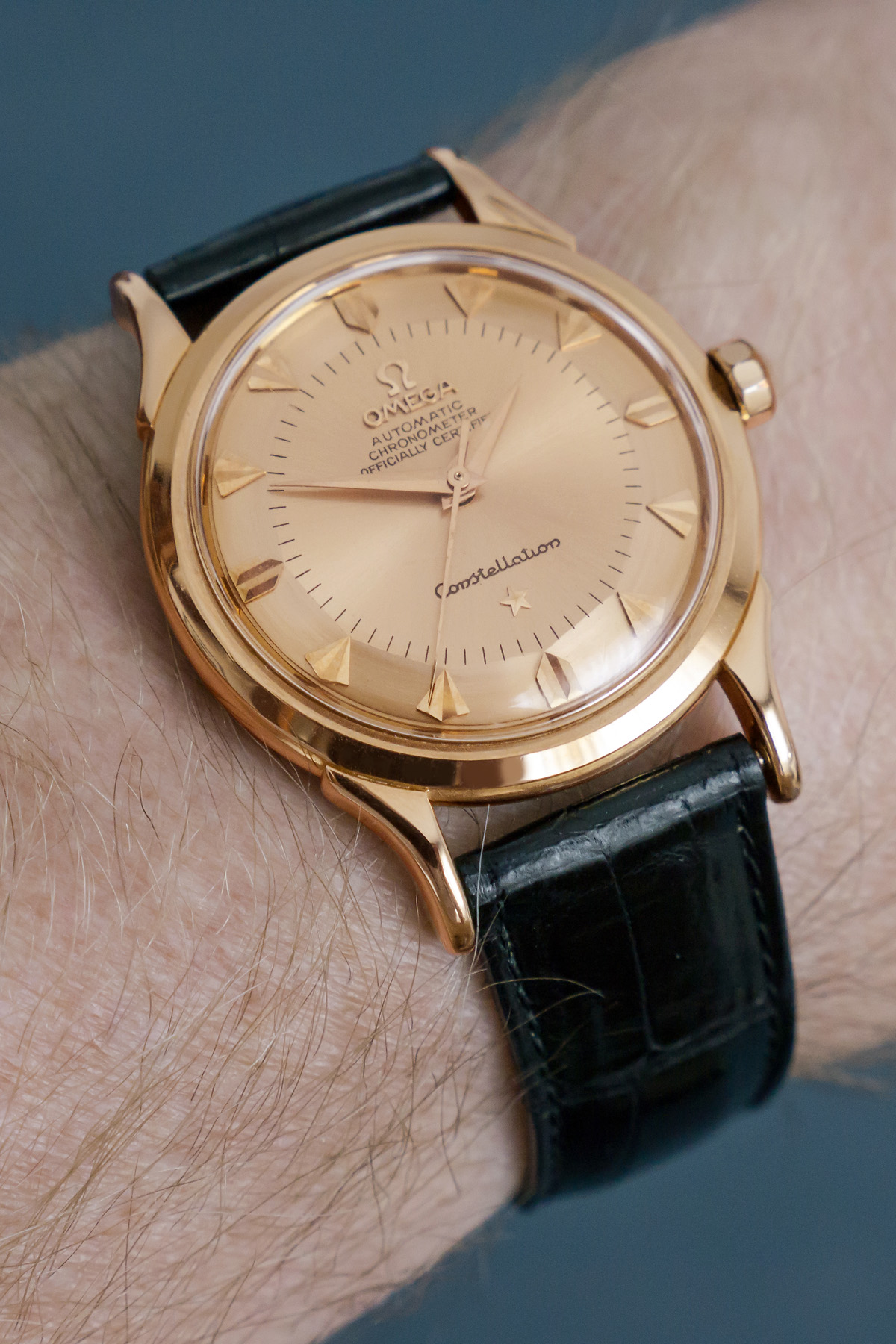
Đồng hồ Omega Constellation bằng vàng hồng 18k, 1958

Năm 1947 hãng đồng hồ Omega đã tạo ra đồng hồ đeo tay Tourbillon đầu tiên trên thế giới với bộ máy 30I. Chỉ có 12 chiếc đồng hồ được tạo ra, dự đinh ban đầu là để đưa vào thử nghiệm tại đài quan sát Geneva, Neuchatel và Kew-Teddington. Không giống như những chiếc đồng hồ Tourbillon thông thường với lồng xoay một lần mỗi phút, thì 30I có lồng xoay mỗi 37 giây. Đến năm 1950, Omega đã phá vỡ kỷ lục của chính mình trong các thử nghiệm tại đài quan sát Geneva năm 1950.
Năm 1999, sau khi phát triển thành công bộ máy Calibre 2500, Omega đã làm nên lịch sử bằng cách giới thiệu đồng hồ sản xuất hàng loạt đầu tiên kết hợp Bộ Hồi đồng trục (coaxial escapement), một phát minh của thợ chế tác đồng hồ người Anh - George Daniels. Được coi là một trong những phát minh quan trọng  hàng đầu cho kỹ thuật chế tác đồng hồ từ khi phát minh ra Bộ Hồi (Escapement), chức năng bộ hồi đồng trục hầu như không cần dầu bôi trơn, do đó loại bỏ được một trong những thiếu sót của bộ hồi truyền thống. Thông qua việc sử dụng ma sát bố trí hình tròn thay vì trượt ma sát tại bề mặt đã làm giảm ma sát, làm tăng thời gian hoạt động dài hơn và độ chính xác hơn.
Ngày 24 tháng 1 năm 2007, hãng đồng hồ Omega giới thiệu bộ máy Calibres 8500 và 8501, hai bộ máy Đồng Trục (25.200 bph) là bộ máy độc quyền của Omega từ khi thành lập.
Ngày 17 tháng 1 năm 2013, Omega đã công bố chế tạo bộ máy đầu tiên trên thế giới có khả năng chống từ trường lớn hơn 1.5 Tesla (15.000 gauss), đã phá vỡ mức độ kháng từ của bất cứ bộ máy nào được tạo ra trước đó, thay vì sử dụng thiết kế lồng Faraday như những thiết kế trước đây, thì Omega lại sử dụng một chất liệu kim loại đặc biệt cho khả năng chống từ cao hơn.

### Thử nghiệm quan sát
Đài thử nghiệm quan sát tập trung vào tính khoa học của độ chính xác, và khả năng để làm cho Chronometer đo thời gian một cách chính xác. Chỉ duy nhất có Patek Philippe và Omega tham gia vào cuộc thử nghiệm độ chính xác mỗi năm. Tại các cuộc thi về độ chính xác của đồng hồ thì Omega luôn là thương hiệu danh tiếng về độ chính xác và khả năng sáng tạo.
Trong hơn một thập kỷ (1958-1969), Omega là nhà sản xuất lớn nhất với những mẫu đồng hồ đạt tiêu chuẩn COSC chronometers. Omega đã gắn liền với khẩu hiệu "Omega - Exact time for life" (độ chính xác của cuộc sống) vào năm 1931 dựa trên hiệu suất về độ chính xác của số mẫu đồng hồ sử tại đài quan sát thử nghiệm. Omega dẫn đầu về năng lực thiết kế cũng như sản xuất bộ máy chính xác bằng việc dựa vào những sáng kiến về Chronometer mới.
Các mốc thời gian tham khảo cho các bản ghi chính xác của Omega về độ chính xác:
--- 1894: tạo ra bộ máy nổi tiếng Caliber 19 tên Omega, công ty sau đó được đổi tên thành Omega vào năm 1903. Omega tham gia lần đầu tiên tại đài quan sát thử nghiệm Neuenburg.
--- 1911: Albert Willemin rời Omega và được thay thế bởi Werner-A.Dubois.
--- 1918: Werner-A.Dubois rời Omega (tham gia vào Paul Ditisheim) và được thay thế bởi Carl Billter.
--- 1919: giải thưởng tại đài quan sát thử nghiệm Neuenburg với bộ máy Caliber 21, sau đó bộ máy này được sửa đổi một chút để trở thành bộ máy nổi tiếng Cal 47.7
--- 1920: Gottlob Ith đã thay thế Carl Billeter.
--- 1922: Omega tham gia lần đầu tiên tại đài quan sát thử nghiệm ở quận Kew-Teddington (đạt được vị trí thứ 3).
--- 1925: đạt được vị trí số 1 tại đài quan sát thử nghiệm Kew-Teddington với bộ máy Cal47.7.
--- 1929: Alfred Jaccard gia nhập Omega.
--- 1930: đạt được vị trí số 1 tại đài quan sát thử nghiệm Kew-Teddington với bộ máy do Alfred Jaccard tạo ra.
--- 1931: Omega đạt được vị trí số 1 trong tất cả sáu chuyên mục tại đài quan sát thử nghiệm tại Geneva với các bộ máy do Alfred Jaccard tạo ra.
--- 1932: giới thiệu chiếc đồng hồ đeo tay nhỏ với chức năng Chronograph là Omega 28.9.
--- 1933: bộ máy Cal 47.7 được tạo ra bởi Alfred Jaccard đạt được độ chính xác 97.4 điểm trên 100 tại đài quan sát thử nghiệm Kew-Teddington.
--- 1936: một bộ máy Cal 47.7 khác do Alfred Jaccard tạo ra đã đạt được độ chính xác 97.8/100 điểm và kỉ lục này không bị phá vỡ cho đến cuối năm 1965.
--- 1937: vị trí số 1 tại đài quan sát Kew-Teddington với số điểm 97.3.
--- 1938: vị trí số 1 tại đài quan sát Kew-Teddington với số điểm 97.7.
--- 1939: sáng tạo ra bộ máy Cal 30 (kích thước 30mm đầu tiên).
--- 1940: vị trí số 1 tại đài quan sát Kew-Teddington bởi bộ máy Cal 30 do Alfred Jaccard sáng tạo ra.
--- 1943: giới thiệu bộ máy 30T2 với kích thước 30mm (bộ máy Omega mạ vàng hồng đầu tiên).
--- 1945: vị trí số 1 tại đài quan sát Geneva với bộ máy Cal kích thước 30mm được thiết kế bởi Alfred Jaccard.
--- 1947: chế tác đồng hồ đeo tay Omega Tourbillon đầu tiên với bộ máy Cal 301, và chỉ có 12 chiếc được thực hiện.
--- 1948: vị trí số 1 tại đài quan sát Neuenburg với bộ máy kích thước 30mm.
--- 1950: vị trí số 1 tại đài quan sát Geneva với bộ máy Tourbillon Cal. 301 được thiết kế bởi Alfred Jaccard.
--- 1951/2: vị trí số 1 tại đài quan sát Geneva.
--- 1953: Alfred Jaccard qua đời.
--- 1954: kỷ lục mới tại Geneva với thiết kế của Gottlob Ith.
--- 1955: hai kỷ lục mới tại Neuenburg với thiết kế của Gottlob Ith.
--- 1956: Gottlob Ith qua đời ở tuổi 66, Joseph Ory làm trưởng ban.
--- 1958: kỷ lục mới tại Geneva với bộ máy được thiết kế bởi Joseph Ory, sáng tạo của các đối thủ cạnh tranh với bộ máy Cal 30GD kích thước 30mm với dây cót tốt hơn và hoạt động ở tần số cao hơn (25.200 thay vì 18.000 vph).
--- 1959: hai kỷ lục mới tại Neuenburg và một kỷ lục tại Geneva được thiết kế bởi Joseph Ory.
--- 1960: một kỷ lục mới tại Geneve, một kỷ lục mới tại Neuenberg với bộ máy do Joseph Ory thiết kế.
--- 1961: hai kỷ lục mới tại Geneva được thực hiện bởi Joseph Ory, lần đầu tiên cả bốn địa điểm với chuyên mục một chiếc đồng hồ duy nhất tại Geneva đã được đứng đầu bởi Omega.
--- 1962: hai địa điểm, ba địa điểm và bốn địa điểm cho các thử nghiệm đồng hồ Omega, sau đó quyết định tạo ra một bộ máy mới.
--- 1963: đạt kỷ lục ở cả hai địa điểm Geneva và Neuenburg, với bộ máy được thiết kế bởi Joseph Ory và Andre Brielmann.
--- 1964: kỷ lục mới tại Neuchatel được thực hiện bởi Joseph Ory.
--- 1965: Omega đứng đầu ở vị trí thứ 2 và thứ 9 (vị trí số 1 thuộc về Zenith). Pierre Chopard được giao nhiệm vụ để tạo ra một bộ máy mới để thử nghiệm tại đài quan sát. Cal E11 có một hình dạng không bình thường với một thùng cót rất lớn, bộ máy này không bao giờ được thử nghiệm vì sự xuất hiện của các bộ máy thạch anh năm 1967.
--- 1966: ba kỷ lục mới cho Omega, hai ở Neuenburg và một tại Geneva.
--- 1967: bộ máy thạch anh Beta 1(sau nay là Beta 21) được thử nghiệm trong cùng một thể loại như bộ máy cơ khí. Sản phẩm đồng hồ sử dụng bộ máy được giới thiệu vào năm 1970 là Omega Electroquartz với độ chính xác đến 5 giây một tháng.
--- 1968: Omega tiếp tục với bộ máy cơ khí được thiết kế bởi Andre Brelmann cho kỷ lục mới.
--- 1969: hai kỷ lục mới với bộ máy được thiết kế bởi Andre Brielmann.
--- 1970: một kỷ lục mới với bộ máy được thiết kế bởi Andre Brielmann.
--- 1971: hai kỷ lục mới với bộ máy được thiết kế bởi Andre Brielmann.
--- 1972: Andre Brielmann đã từ chức.
--- 1974: đồng hồ Omega Marine Chronometer được chứng nhận là chiếc đồng hồ đầu tiên trên thế giới Marine Chronometer với độ chính xác 12 giây mỗi năm.

## Đồng Hồ Omega Trong Cuộc Thám Hiểm Không Gian
Việc lựa chọn "Omega Speedmaster Professional Chronograph" cho các phi hành gia người Mỹ là chủ đề gây tranh cãi giữa thương hiệu Bulova và Omega.
Những phi hành gia trong nhiệm vụ Nasa cũng sử dụng đồng hồ lên dây cót tay. Nasa bắt đầu lựa chọn đồng hồ Chronograph trong đầu những năm 1960. Đồng hồ Chronograph automatic phải mãi đến 1969 mới bắt đầu xuất hiện. Mặc dù vậy tất cả các bảng điều khiển đồng hồ và cơ chế điều khiển thời gian trong tàu vũ trụ là Bulova Accutrons với bộ máy dùng năng lượng điện, bởi vì Nasa không thể biết chắc được một bộ máy cơ khí sẽ làm việc như thế nào trong điều kiện không trọng lực.

### Đồng hồ đầu tiên lên Mặt Trăng
Omega Speedmaster Professional Chronograph là chiếc đồng hồ đầu tiên lên mặt trăng được đeo bởi Buzz Aldrin. Mặc dù chỉ huy Apollo 11 Neil Armstrong lần đầu tiên lên mặt trang, đã để lại chiếc đồng hồ Speed Master 105.012 bên trong Moule Luna (mặt trăng). Aldrin đã đeo chiếc Speed Master để trở thành chiếc đồng hồ đầu tiên được đeo trên mặt trăng. Chiếc đồng hồ của Armstrong hiện tại đang được trưng bày tại viện bảo tàng National Air và Space Museum tại Washington, trong khi đó chiếc đồng hồ của Aldrin thì đã bị mất tích.
Trong năm 2007, để kỷ niệm lần thứ 50 của Omega Speedmaster Professional Chronograph, công ty Omega đã giới thiệu phiên bản Speedmaster Professional Chronograph Moonwatch, chiếc đồng hồ này với thiết kế đặc biệt như phiên bản Omega SpeedMaster được giới thiệu vào năm 1957, và giới hạn số lượng chỉ có 5957 chiếc trên thế giới.

## Những Nhân vật Nổi Tiếng Sở Hữu Đồng Hồ Omega
Omega tài trợ cho một số người nổi tiếng đeo và quảng cáo đồng hồ của họ bao gồm:
--- Rajinikanth diễn viên Ấn Độ.
--- Buzz Aldrin phi hàng gia Nasa.
--- Pierce Brosnan diễn viên phim James Bond.
--- Eugene Cernan  phi hành gia.
--- Jacques Cousteau nhà thám hiểm đại dương đeo Omega Marine Chronometer.
--- George Clooney diễn viên.
--- Daniel Craig diễn viên trong phim James Bond.
--- Cindy Crawford  người mẫu thời trang.
--- Jeremy Clarkson người dẫn chương trình truyền hình.
--- Chris Hadfield phi hành gia.
--- Nicole Kidman  diễn viên.
--- Greg Norman vận động viên chơi golf.
--- Michael Phelps  vô địch bơi lội.
--- Michelle Wie vận động viên chơi golf.
--- Chương Tử Di  diễn viên.
--- David Duchovny  diễn viên chính trong loạt phim Fox Mulder.
Ngoài ra hàng loạt các yếu nhân sau đây được nhìn thấy đã đeo đồng hồ Omega:
--- Vương tử William Hoàng Gia Anh đã đeo đồng hồ Omega Seamaster 300 Quartz như là một món quà từ người mẹ quá cố, Công Nương Diana của xứ Wales.
--- Joe Biden, cựu phó Tổng thống của Hợp Chủng Quốc Hoa Kỳ, đeo một chiếc đồng hồ Omega Seamaster Professional 300M Quartz màu xanh.
--- Mao Trạch Đông, chủ tịch nước Trung Quốc đeo một chiếc đồng hồ Omega trong 31 năm.
--- Mikhail Gorbachev, cựu Tổng thống Liên Bang Xô Viết đeo đồng hồ vàng Omega Constellation.
--- Elvis Presley, ca sĩ, diễn viên, biểu tượng thời trang văn hóa và là một trong những nhạc sĩ nổi tiếng nhất trong thế kỷ 20 đeo Omega Constellation Calendar.
--- Jeremy Clarkson, nhà báo người Anh, người dẫn chương trình truyền hình du lịch đeo Omega Seamaster Planet Ocean và Seamaster Professional 300M.
--- Tom Hanks, diễn viên, nhà sản xuất, nhà văn và đạo diễn đeo đồng hồ Omega Speedmaster Professional.
--- Adam Savage, người thiết kế các hiệu ứng đặc biệt, đồng sở hữu loạt kênh truyền hình Discovery Channel đeo chiếc đồng hồ Seamaster Planet Ocean Chronograph là một món từ vợ ông.
--- Reinhold Messner, nhà leo núi, thám hiểm đeo một chiếc đồng hồ Omega Speedmaster Professional.
--- Stone Cold Steve Austin, diễn viên điện ảnh và truyền hình Mỹ, nhà sản xuất và đô vật chuyên nghiệp đã nghỉ hưu đeo đồng hồ Omega Seamaster Professional Chronograph.
--- Gianni Agnelli, cựu lãnh đạo FIAT, nhà công nghiệp người Ý đeo đồng hồ Omega Seamster Ploprof.

## Tài Trợ - Quảng Cáo - Thể thao - Sản Phẩm

### NCIS
Trong series phim truyền hình Mỹ NCIS, diễn viên Mark Harmon đeo đồng hồ Omega Seamaster Planet Ocean với sự hỗ trợ của các diễn viên Michael Weatherly đeo một phiên bản tương ứng. Cả hai chiếc đồng hồ đều là phiên bản bằng thép không gỉ với bezel màu cam và màu đen.

### Need For Speed
Omega là chiếc đồng hồ chính thức cho video game Need For Speed II, được giới thiệu trên Microsoft Windows và Play Station năm 1997.

### Kojak
Trong series phim truyền hình Mỹ Kojak, diễn viên Telly Savalas đeo đồng hồ mạ vàng Omega Time Computer One, chiếc đồng hồ Led đầu tiên của Omega.

### James Bond
Omega đã được liên kết với các bộ phim James Bond từ năm 1995. Năm đó, Pierce Brosnan diễn viên cho nhân vật James Bond và đeo đồng hồ Omega Seamaster Quartz Professional (Model 2541.80.00) trong tập phim Golden Eye. Trong tất cả các loạt phim sau này, Brosnan đeo đồng hồ Omega Seamaster Professional Chronometer (Model 2531.80.00). Các nhà sản xuất muốn cập nhật hình ảnh cho "Siêu Gián Điệp" với một cái nhìn chuyên nghiệp hơn.
Một lý do khác cho sự thay đổi từ đồng hồ Rolex Submariner sang Omega là do sự thay đổi về chiến lược cũng như môi trường kinh doanh xung quanh những bộ phim hiện đại và quảng cáo sản phẩm. Omega hợp tác quảng cáo hình ảnh đồng hồ trong series phim James Bond và là nhà tài trợ chính thức cho hàng loạt phim James Bond.
Để kỷ niệm lần thứ 40 của series phim James Bond (2002) một phiên bản kỷ niệm của chiếc đồng hồ có số hiệu 2537.80.00 (10007 chiếc). Phiên bản kỷ niệm giống hệt với mô hình 2531.80.00 ngoại trừ mặt số màu xanh có biểu tượng 007, ở cả mặt sau và dây đeo cũng có logo 007.
Daniel Craig, diễn viên hiện tại của nhân vật James Bond từ phim Sòng bạc hoàng gia cũng đeo đồng hồ Omega Seamaster: Seamaster Planet Ocean (model 2900.50.91) trong phần đầu của Sòng bạc hoàng gia và Seamaster Professinal 300 (model 2220.80.00) trong phần sau. Kết hợp với sự ra mắt của bộ phim năm 2006, Omega phát hành ấn bản đặc biệt Professional 300M,(model 2226.80.00) với biểu tượng logo 007 trên kim giây, là một sự cách điệu cho cho hình ảnh trong bộ phim Bond.
Omega giới thiệu một phiên bản James Bond giới hạn thứ hai trong năm 2006. Đây là một mô hình Seamaster Planet Ocean được sản xuất với số lượng giới hạn chỉ có 5007 chiếc. Các mô hình là tương tự như những chiếc đồng hồ mà Craig đã đeo trên phim,  tuy nhiên có một logo 007 màu cam nhỏ trên kim giây, và ký hiệu Bond được khắc ở mặt sau đồng hồ. Trong tập phim được giới thiệu năm 2008, Quantum of Solace, Craig đã đeo chiếc đồng hồ Omega Seamaster Planet Ocean với mặt số màu đen và dây đeo kim loại (phiên bản 42mm). Một phiên bản giới hạn khác được với khuôn mặt PPK grip trên mặt số với logo Quantum of Solace.
Phiên bản giới hạn thứ ba từ Omega được phát hành vào năm 2012. Phiên bản này được trên khuân mẫu Planet Ocean Ref: 232.30.42.21.01.004. Nó nổi bật với biểu tượng 007 tại vị trí 7h. Chiếc đồng hồ cũng được giới thiệu với Rotor 007 được trang trí và có thể nhìn thấy qua mặt sau đồng hồ. 2015 hai mô hình kỷ niệm đã được sản xuất cho bộ phim Bond 24 "SPECTRE". Omega Seamaster 300M với thiết kế đồng trục Ref: 233.32.41.21.01.001. 7007 đã được sản xuất, đi kèm với một dây đeo Nato cũng như dây đeo thép tiêu chuẩn.

### Tài trợ thể thao
Thương hiệu Omega thường xuyên là nhà tài trợ chính thức cho các kỳ thế vận hội Olympics, bắt đầu kể từ thế vận hội Mùa Hè (Summer Olympics) năm 1932. Là thiết bị bấm giờ chính thức cho Thế vận hội Mùa đông 2006 và Thế vận hội Mùa hè 2008, và tiếp tục như vậy cho kỳ Thế vận hội Mùa đông 2010. Thế vận hội 2008, Omega đã giới thiệu một phiên bản giới hạn với logo trên kim giây. Thế vận hội mùa đông và vận động viên đạt nhiều huy chương vàng Michael Phelps là đại sứ thương hiệu Omega và đeo Seamaster Planet Ocean. Omega cũng là đồng hồ bấm giờ chính thức cho Thế vận hội Mùa hè 2012. Năm 2014, Omega trở thành đồng hồ bấm giờ chính thức cho Thế vận hội Mùa đông 2014. Thương hiệu Omega cũng là đối tác của Thế Vận Hội Thế giới trong kỳ Thế vận hội Mùa hè 2016.
Hỗ trợ cho đội New Zealand và là đại diện chính thức của đội, năm 2007 Omega giới thiệu phiên bản Seamaster NZL-32 Chronograph, với tên gọi được đề xuất theo tên của thuyền chiến thắng American's Cup vào năm 1995. Đồng hồ được phát triển với sự hợp tác của Dean Barker, quản lý đội New Zealand và đại sứ Omega.
Ngày 1 tháng 7 năm 2011, Omega trở thành đồng hồ bấm giờ chính thức của Hiệp hội Golf chuyên nghiệp Mỹ thông qua việc ký kết một thỏa thuận 5 năm thực hiện đến năm 2016. Thương hiệu Omega cũng tài trợ chính thức cho Dubai Desert Classic và Omega European Masters.

## Các phiên bản

### Dành cho nam
Phiên bản hiện tại:
- Constellation
- Omega Seamaster

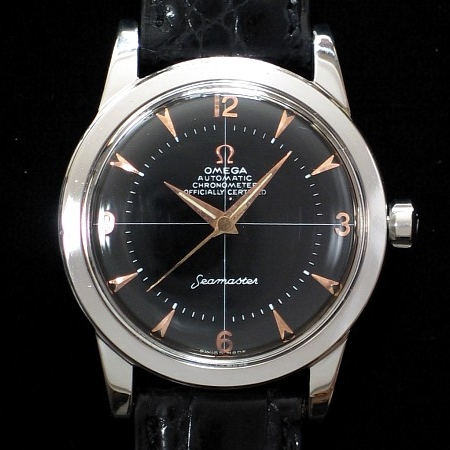

  - Bao gồm: Planet Ocean, Ploprof, Aqua Terra, Bullhead, Seamaster Bond Styles
- Omega Speedmaster
  - Bao gồm Omega Speedmaster Professional
- De Ville
- Specialties 
  - The 1957 Trilogy: Railmaster '57, Seamaster '57, Speedmaster '57

Phiên bản ngừng phát triển:
- Flightmaster
- Dynamic (1997)
- Geneve (1979)
- Ranchero (1976)

### Dành cho nữ
Phiên bản hiện tại:
- Constellation
- Seamaster
- Speedmaster
- De Ville
- Specialities